# Heteroneura
Gli Heteroneura Tillyard, 1918 rappresentano il maggiore e il più evoluto infraordine all'interno dell'ordine Lepidoptera, con oltre il 99% delle specie conosciute (circa 156 600).

## Descrizione

### Adulto
La caratteristica sinapomorfica più evidente, che contraddistingue l'infraordine e ne determina il nome, è la presenza di una nervatura alare di tipo eteroneuro, in cui le due ali presentano nervature differenti, ed in particolare l'ala posteriore spesso risulta più ridotta e meno innervata di quella anteriore, con la perdita o la forte riduzione della nervatura RS.

Il meccanismo di accoppiamento alare, che permette il sincronismo nel movimento durante il volo, assume un valore sistematico. La maggior parte delle superfamiglie mostra un accoppiamento frenulo-reticolare, nel quale una singola setola oppure un gruppo di setole (il frenulum), poste sulla costa delle ali posteriori, si aggancia alla parte posteriore della pagina inferiore dell'ala anteriore, in corrispondenza di un piccolo uncino o un gruppo di scaglie (il retinaculum); è questo ad esempio il caso delle Sphingidae, ma si può affermare con buona approssimazione che questo modello rappresenti praticamente la regola tra gli Heteroneura; fanno tuttavia eccezione i Tortricoidea ed alcuni Zygaenoidea, nei quali il frenulum è fortemente ridotto o assente. Va inoltre sottolineato che nei Papilionoidea e nei Bombycoidea (escluse le Sphingidae), si osserva invece un accoppiamento alare definito amplessiforme, in cui l'area umerale dell'ala posteriore si espande fino a diventare un ampio lobo, che forma una sorta di sovrapposizione tra le due ali.

Un altro carattere morfologico, che viene considerato sinapomorfico, è la perdita del primo sternite addominale.

Caratteristica comune, all'interno degli Heteroneura, è l'apparato boccale succhiante: le mandibole, dopo la fase pupale sono atrofizzate oppure, in alcuni gruppi primitivi, sono presenti ma hanno perso la loro funzionalità, non essendo articolate; i lobi interni delle mascelle (lacinie) sono atrofizzati, e comunque non sclerotizzati, mentre i lobi esterni (galee) sono invece molto allungati e contrapposti a formare il canale della spirotromba, ovvero un apparato utile alla suzione, che in fase di riposo viene riavvolto a spirale. In talune famiglie, tuttavia, a seguito di un adattamento secondario, la spirotromba si riduce fino ad essere rudimentale e non funzionante o addirittura assente (p.es. nei Lasiocampidae). Il lobo prelabio-ipofaringeo è assente.

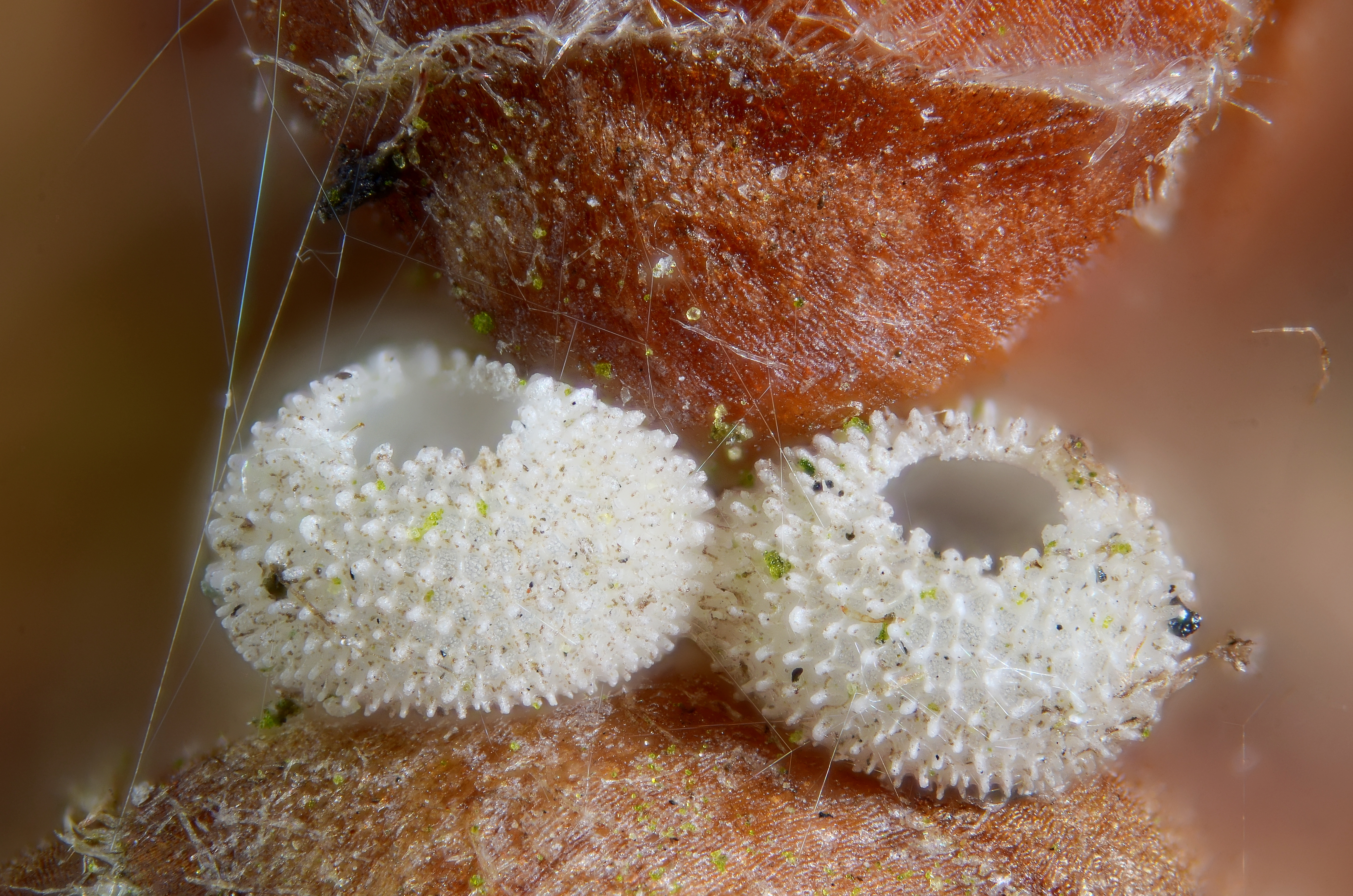
Uova del licenide Neozephyrus quercus

### Uovo
La forma dell'uovo e la struttura della sua superficie, variano molto da gruppo a gruppo, e talvolta persino da specie a specie all'interno della stessa famiglia; è tuttavia possibile tracciare alcune linee di tendenza generale. Chapman (1896) riassunse le varie tipologie di uovo in due macrocategorie, in funzione della loro forma: 1) Uova erette, in cui l'asse micropilare è perpendicolare alla superficie di appoggio; 2) Uova appiattite, in cui tale asse corre parallelo al substrato. Chapman osservò per esempio che il modello eretto è più frequente tra i Noctuoidea ed i Papilionoidea, mentre il tipo appiattito è più diffuso nel resto dei taxa, ad esempio tra i Bombycoidea, dove ha superficie più liscia, e tra i Geometroidea, ove invece appare più scanalato.

### Larva

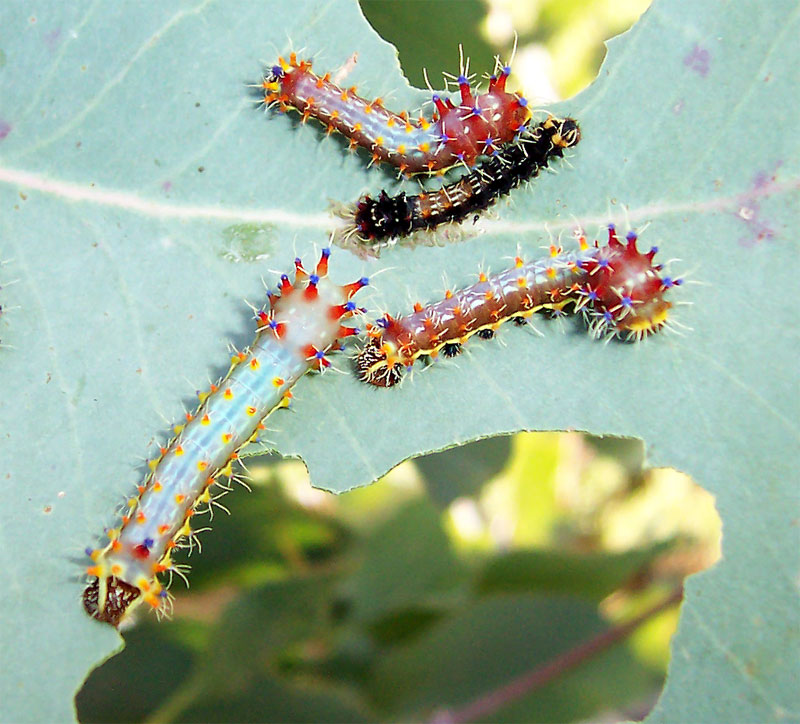
Larve di Opodiphthera eucalypti (Saturniidae)

La larva, chiamata comunemente bruco nel caso dei lepidotteri, rappresenta lo stadio in cui ogni specie cerca di accumulare le riserve alimentari che le permetteranno di effettuare la metamorfosi in immagine. Questo è vero particolarmente per quelle famiglie in cui l'adulto ha perso la capacità di alimentarsi e svolge esclusivamente la funzione di accoppiamento (ad es. le Lasiocampidae), ma è valido anche per i taxa in cui l'adulto si alimenta attivamente tramite la spirotromba (come p. es. nelle Sphingidae).

Hinton (1947) pose l'accento sulla struttura del capo, ed in particolare della sutura epicraniale e delle suture frontali, analizzando come queste due caratteristiche anatomiche variassero nei differenti gruppi. La lunghezza della sutura epicraniale è in relazione all'angolo con cui il capo è posizionato rispetto al torace. Nelle specie in cui le larve si alimentano libere, il capo è ipognato con sutura epicraniale lunga (ad es. nelle Pieridae), mentre nelle specie in cui i bruchi si alimentano nascosti all'interno di cavità, il capo è semiprognato, con sutura epicraniale breve (p. es. nelle Lyonetiidae o in alcune Coleophoridae). Nelle famiglie in cui la larva è una minatrice fogliare, infine, come nel caso delle Nepticulidae, il capo è decisamente prognato e la sutura epicraniale scompare del tutto, tanto che le suture frontali giungono fino al solco epicraniale, e la fronte perde la caratteristica forma a triangolo, per diventare trapezoidale.

Nella maggior parte delle famiglie, in prossimità del labium, è presente una filiera, che viene utilizzata per tessere il bozzolo in cui il bruco si ritira per proseguire lo sviluppo.

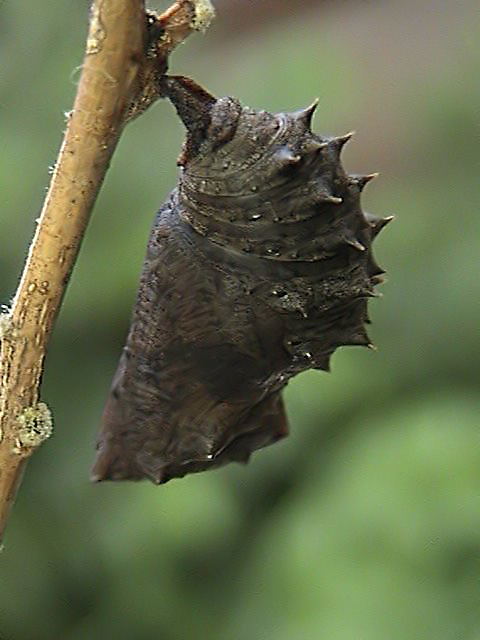
Pupa di Hypolimnas bolina (Nymphalidae)

### Pupa
Gli Heteroneura, come tutti i Lepidoptera, sono insetti olometaboli, e pertanto vanno incontro ad una fase pupale, interposta tra la larva e l'adulto, durante la quale la trasformazione più appariscente è lo sviluppo delle ali.

La pupa può essere dectica, quando sono presenti mandibole funzionali ed una discreta capacità di movimento, oppure adectica, qualora sia priva di mandibole funzionanti e sia del tutto immobile. La pupa dectica è sempre definita anche exarata, ossia possiede appendici libere e distaccabili. La pupa adectica può essere exarata oppure obtecta, con appendici cementate o fuse con il corpo; per quanto riguarda gli Heteroneura, tutte le pupe adectiche sono obtecte, mentre quelle dectiche sono exarate; nelle forme più primitive, di norma, le pupe sono dectiche ed exarate (p. es. negli Incurvarioidea), mentre pupe adectiche ed obtecte sono tipiche delle famiglie più evolute (p. es. le Nymphalidae).

## Distribuzione e habitat
Nell'insieme, l'infraordine è presente in tutti i continenti (persino sulle isole antartiche) e praticamente in ogni ecosistema, ma le fasce tropicali rappresentano la zona geografica che evidenzia la maggiore biodiversità.

## Biologia

### Alimentazione

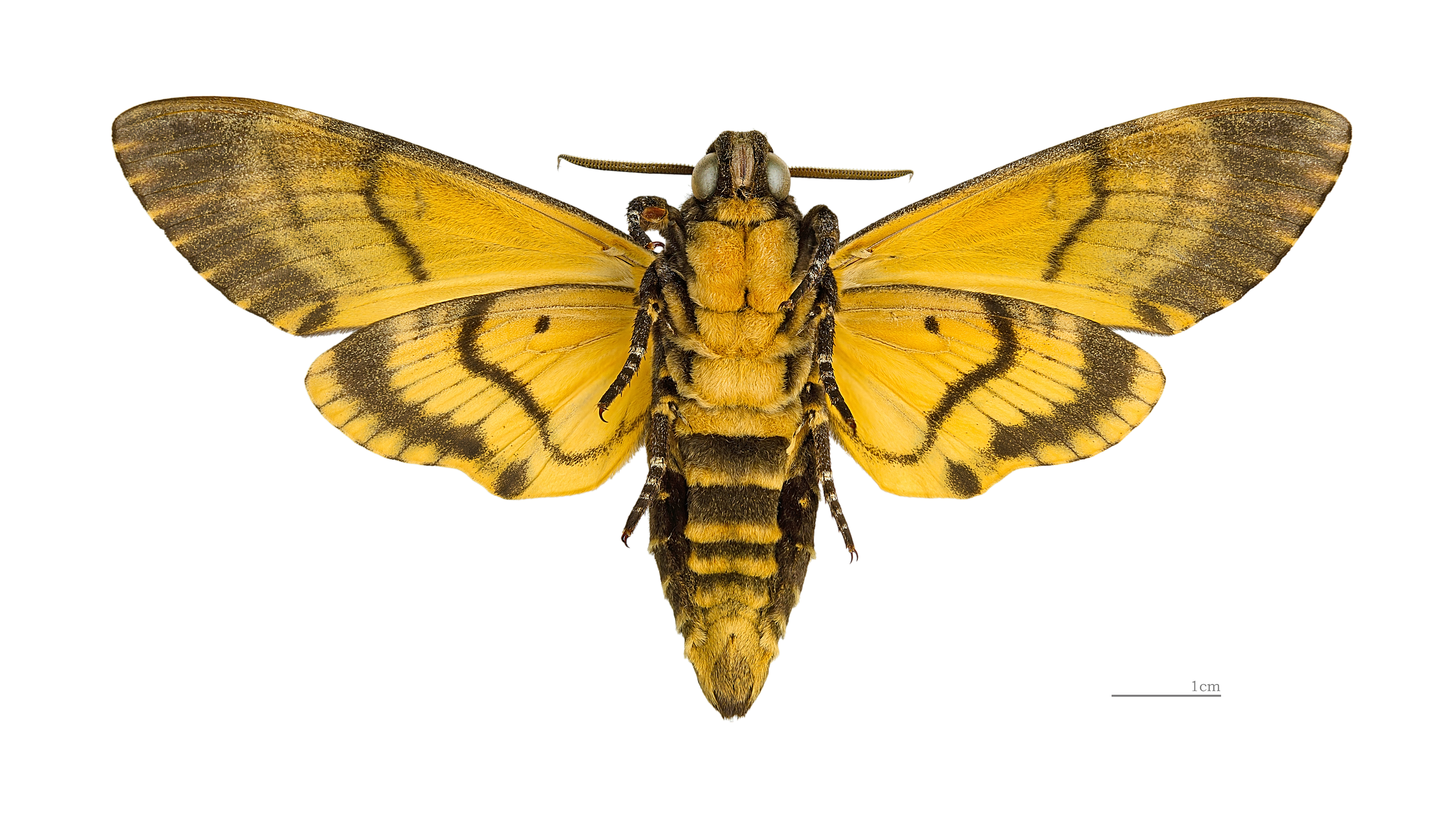
Acherontia atropos (Sphingidae)

Gli adulti delle specie che possiedono un apparato boccale funzionante, possono nutrirsi di una svariata gamma di substrati, dal nettare dei fiori, come nel caso delle Pieridae, fino al polline, alla linfa o ai fluidi derivanti dalla frutta in decomposizione o dalle carcasse animali (ad es. alcune Nymphalidae). Caliptra minuticornis e C. eustrigata (Noctuidae) hanno sviluppato la capacità di perforare la cute degli animali e dell'uomo, per alimentarsi del loro sangue (ematofagia), mentre Lobocraspis griseifusa (Nolidae) sugge il secreto lacrimale dall'occhio dei bufali d'acqua in Thailandia. Gli adulti di alcune Sphingidae (Acherontia atropos, Laothoe populi e Sphinx ligustri) riescono a "rubare" il miele dei favi, direttamente perforandoli dall'esterno.

Le larve della stragrande maggioranza degli Heteroneura si alimentano a spese dei tessuti vegetali delle piante ospite, ma non esclusivamente delle foglie, bensì anche dei meristemi, delle radici, come Noctua pronuba (Noctuidae), nonché del legno del tronco, come nel caso di Zeuzera pyrina (Cossidae). Esistono anche casi di larve che si accrescono alimentandosi di funghi, di carcasse di animali, delle feci di volpe, come Monopis weaverella (Tineidae), oppure della cera e del miele degli alveari, come nel caso di Achroia grisella (Pyralidae).

Un caso interessante di predazione è rappresentato dai bruchi di alcune specie di Eupithecia (Geometridae) delle Hawaii, che imitano la forma ed il colore di un ramoscello, ma appena un insetto cerca di posarvisi stimolando le appendici sensoriali, scattano all'improvviso e lo catturano per divorarlo.

Le larve di un'altra specie Hawaiiana, Hyposmocoma molluscivora (Cosmopterigidae), creano una trappola simile ad una ragnatela, con cui catturano i gasteropodi del genere Tornatellides, per poi mangiarli vivi.

### Parassitismo

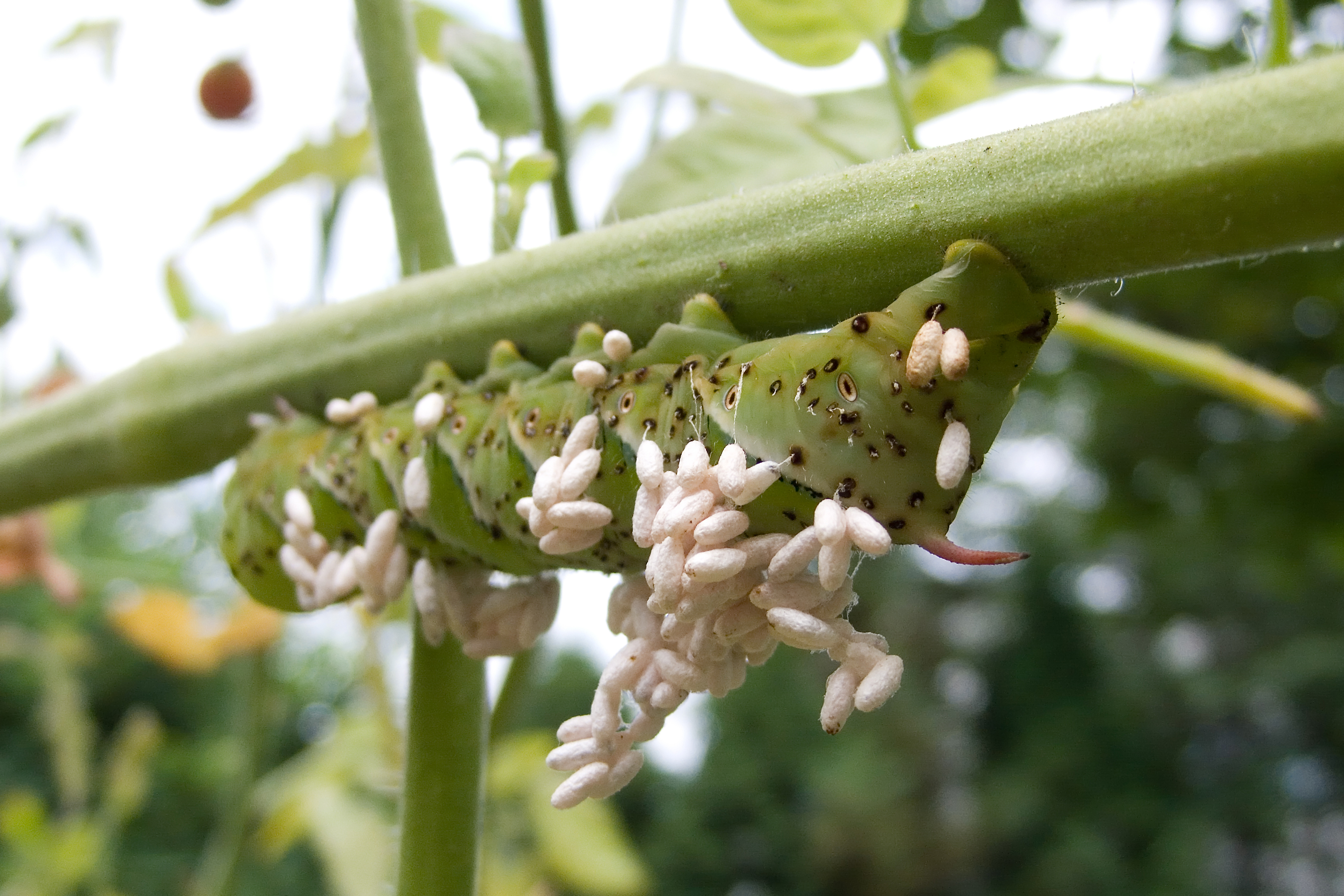
Larva di Manduca sexta parassitata da vespa braconide

I bruchi di diverse specie di Heteroneura subiscono parassitismo da parte di altri insetti, fondamentalmente appartenenti agli ordini Diptera (ad es. Tachinidae) ed Hymenoptera (p. es. Braconidae, Chalcididae, Ichneumonidae, Trichogrammatidae), che inoculano le proprie uova nella larva, che verrà in seguito utilizzata come riserva alimentare. Le forme di parassitismo osservate si possono distinguere essenzialmente in due categorie: idiobionti e coinobionti, a seconda che il parassita permetta o meno all'ospite di proseguire lo sviluppo, e giungere a metamorfosi dopo l'attacco.

Nel parassitismo idiobionte (più primitivo), il bruco viene immobilizzato o ucciso all'atto della deposizione delle uova, e solitamente riguarda le specie che si alimentano libere sulle foglie della pianta ospite.

I parassiti coinobionti, al contrario, attaccano di solito le larve di specie che si alimentano nascoste all'interno delle foglie (come nel caso delle minatrici fogliari), che continuano lo sviluppo postembrionale, offrendo pertanto una maggiore protezione alla prole del parassita.

## Tassonomia

### Divisioni
Il taxon comprende quattro divisioni:
- Ditrysia Börner, 1925[24] - La più evoluta, comprende 30 superfamiglie, 114 famiglie, oltre 15 000 generi e circa 155 000 specie
- Etimonotrysia Minet, 1984[25] - Comprende 2 superfamiglie, 2 famiglie, 10 generi e 167 specie
- Incurvariina Börner, 1939[26] - Comprende 2 superfamiglie, 6 famiglie, 43 generi e 580 specie
- Nepticulina Meyrick, 1928[27] - La più primitiva, comprende una sola superfamiglia, 2 famiglie, 20 generi e 1 011 specie

Viene di seguito riportato lo schema tassonomico dei Glossata, fino al livello di superfamiglia (tra parentesi il numero di specie):
|  | Nepticuloidea (1 011) |
|  |                       |

|  | Andesianoidea (3) |
|  |                   |
|  | Adeloidea (577)   |
|  |                   |

|  | Palaephatoidea (57) |
|  |                     |
|  | Tischerioidea (110) |
|  |                     |

|                          | Whalleyanoidea (2) |
|                          | |
|                          | Thyridoidea (940) |
|                          | |
|                          | Hyblaeoidea (19) |
|                          | |
|                          | Calliduloidea (49) |
|                          | |
|                          | Papilionoidea (18 768) |
|                          | |
|                          | Pyraloidea (15 576) |
|                          | |
|                          | Mimallonoidea (194) |
|                          | |
| Macroheterocera (73 502) | \| \| Drepanoidea (672) \| \| \| \| \| \| Lasiocampoidea (1 952) \| \| \| \| \| \| Bombycoidea (4 723) \| \| \| \| \| \| Geometroidea (23 748) \| \| \| \| \| \| Noctuoidea (42 407) \| \| \| \| |
|                          | \| \| Drepanoidea (672) \| \| \| \| \| \| Lasiocampoidea (1 952) \| \| \| \| \| \| Bombycoidea (4 723) \| \| \| \| \| \| Geometroidea (23 748) \| \| \| \| \| \| Noctuoidea (42 407) \| \| \| \| |
|                          | Drepanoidea (672) |
|                          | |
|                          | Lasiocampoidea (1 952) |
|                          | |
|                          | Bombycoidea (4 723) |
|                          | |
|                          | Geometroidea (23 748) |
|                          | |
|                          | Noctuoidea (42 407) |
|                          | |

|  | Drepanoidea (672)      |
|  |                        |
|  | Lasiocampoidea (1 952) |
|  |                        |
|  | Bombycoidea (4 723)    |
|  |                        |
|  | Geometroidea (23 748)  |
|  |                        |
|  | Noctuoidea (42 407)    |
|  |                        |

|                          | Whalleyanoidea (2) |
|                          | |
|                          | Thyridoidea (940) |
|                          | |
|                          | Hyblaeoidea (19) |
|                          | |
|                          | Calliduloidea (49) |
|                          | |
|                          | Papilionoidea (18 768) |
|                          | |
|                          | Pyraloidea (15 576) |
|                          | |
|                          | Mimallonoidea (194) |
|                          | |
| Macroheterocera (73 502) | \| \| Drepanoidea (672) \| \| \| \| \| \| Lasiocampoidea (1 952) \| \| \| \| \| \| Bombycoidea (4 723) \| \| \| \| \| \| Geometroidea (23 748) \| \| \| \| \| \| Noctuoidea (42 407) \| \| \| \| |
|                          | \| \| Drepanoidea (672) \| \| \| \| \| \| Lasiocampoidea (1 952) \| \| \| \| \| \| Bombycoidea (4 723) \| \| \| \| \| \| Geometroidea (23 748) \| \| \| \| \| \| Noctuoidea (42 407) \| \| \| \| |
|                          | Drepanoidea (672) |
|                          | |
|                          | Lasiocampoidea (1 952) |
|                          | |
|                          | Bombycoidea (4 723) |
|                          | |
|                          | Geometroidea (23 748) |
|                          | |
|                          | Noctuoidea (42 407) |
|                          | |

|  | Drepanoidea (672)      |
|  |                        |
|  | Lasiocampoidea (1 952) |
|  |                        |
|  | Bombycoidea (4 723)    |
|  |                        |
|  | Geometroidea (23 748)  |
|  |                        |
|  | Noctuoidea (42 407)    |
|  |                        |

|                          | Whalleyanoidea (2) |
|                          | |
|                          | Thyridoidea (940) |
|                          | |
|                          | Hyblaeoidea (19) |
|                          | |
|                          | Calliduloidea (49) |
|                          | |
|                          | Papilionoidea (18 768) |
|                          | |
|                          | Pyraloidea (15 576) |
|                          | |
|                          | Mimallonoidea (194) |
|                          | |
| Macroheterocera (73 502) | \| \| Drepanoidea (672) \| \| \| \| \| \| Lasiocampoidea (1 952) \| \| \| \| \| \| Bombycoidea (4 723) \| \| \| \| \| \| Geometroidea (23 748) \| \| \| \| \| \| Noctuoidea (42 407) \| \| \| \| |
|                          | \| \| Drepanoidea (672) \| \| \| \| \| \| Lasiocampoidea (1 952) \| \| \| \| \| \| Bombycoidea (4 723) \| \| \| \| \| \| Geometroidea (23 748) \| \| \| \| \| \| Noctuoidea (42 407) \| \| \| \| |
|                          | Drepanoidea (672) |
|                          | |
|                          | Lasiocampoidea (1 952) |
|                          | |
|                          | Bombycoidea (4 723) |
|                          | |
|                          | Geometroidea (23 748) |
|                          | |
|                          | Noctuoidea (42 407) |
|                          | |

|  | Drepanoidea (672)      |
|  |                        |
|  | Lasiocampoidea (1 952) |
|  |                        |
|  | Bombycoidea (4 723)    |
|  |                        |
|  | Geometroidea (23 748)  |
|  |                        |
|  | Noctuoidea (42 407)    |
|  |                        |

|                          | Whalleyanoidea (2) |
|                          | |
|                          | Thyridoidea (940) |
|                          | |
|                          | Hyblaeoidea (19) |
|                          | |
|                          | Calliduloidea (49) |
|                          | |
|                          | Papilionoidea (18 768) |
|                          | |
|                          | Pyraloidea (15 576) |
|                          | |
|                          | Mimallonoidea (194) |
|                          | |
| Macroheterocera (73 502) | \| \| Drepanoidea (672) \| \| \| \| \| \| Lasiocampoidea (1 952) \| \| \| \| \| \| Bombycoidea (4 723) \| \| \| \| \| \| Geometroidea (23 748) \| \| \| \| \| \| Noctuoidea (42 407) \| \| \| \| |
|                          | \| \| Drepanoidea (672) \| \| \| \| \| \| Lasiocampoidea (1 952) \| \| \| \| \| \| Bombycoidea (4 723) \| \| \| \| \| \| Geometroidea (23 748) \| \| \| \| \| \| Noctuoidea (42 407) \| \| \| \| |
|                          | Drepanoidea (672) |
|                          | |
|                          | Lasiocampoidea (1 952) |
|                          | |
|                          | Bombycoidea (4 723) |
|                          | |
|                          | Geometroidea (23 748) |
|                          | |
|                          | Noctuoidea (42 407) |
|                          | |

|  | Drepanoidea (672)      |
|  |                        |
|  | Lasiocampoidea (1 952) |
|  |                        |
|  | Bombycoidea (4 723)    |
|  |                        |
|  | Geometroidea (23 748)  |
|  |                        |
|  | Noctuoidea (42 407)    |
|  |                        |

|  | Nepticuloidea (1 011) |
|  |                       |

|  | Andesianoidea (3) |
|  |                   |
|  | Adeloidea (577)   |
|  |                   |

|  | Palaephatoidea (57) |
|  |                     |
|  | Tischerioidea (110) |
|  |                     |

|                          | Whalleyanoidea (2) |
|                          | |
|                          | Thyridoidea (940) |
|                          | |
|                          | Hyblaeoidea (19) |
|                          | |
|                          | Calliduloidea (49) |
|                          | |
|                          | Papilionoidea (18 768) |
|                          | |
|                          | Pyraloidea (15 576) |
|                          | |
|                          | Mimallonoidea (194) |
|                          | |
| Macroheterocera (73 502) | \| \| Drepanoidea (672) \| \| \| \| \| \| Lasiocampoidea (1 952) \| \| \| \| \| \| Bombycoidea (4 723) \| \| \| \| \| \| Geometroidea (23 748) \| \| \| \| \| \| Noctuoidea (42 407) \| \| \| \| |
|                          | \| \| Drepanoidea (672) \| \| \| \| \| \| Lasiocampoidea (1 952) \| \| \| \| \| \| Bombycoidea (4 723) \| \| \| \| \| \| Geometroidea (23 748) \| \| \| \| \| \| Noctuoidea (42 407) \| \| \| \| |
|                          | Drepanoidea (672) |
|                          | |
|                          | Lasiocampoidea (1 952) |
|                          | |
|                          | Bombycoidea (4 723) |
|                          | |
|                          | Geometroidea (23 748) |
|                          | |
|                          | Noctuoidea (42 407) |
|                          | |

|  | Drepanoidea (672)      |
|  |                        |
|  | Lasiocampoidea (1 952) |
|  |                        |
|  | Bombycoidea (4 723)    |
|  |                        |
|  | Geometroidea (23 748)  |
|  |                        |
|  | Noctuoidea (42 407)    |
|  |                        |

|                          | Whalleyanoidea (2) |
|                          | |
|                          | Thyridoidea (940) |
|                          | |
|                          | Hyblaeoidea (19) |
|                          | |
|                          | Calliduloidea (49) |
|                          | |
|                          | Papilionoidea (18 768) |
|                          | |
|                          | Pyraloidea (15 576) |
|                          | |
|                          | Mimallonoidea (194) |
|                          | |
| Macroheterocera (73 502) | \| \| Drepanoidea (672) \| \| \| \| \| \| Lasiocampoidea (1 952) \| \| \| \| \| \| Bombycoidea (4 723) \| \| \| \| \| \| Geometroidea (23 748) \| \| \| \| \| \| Noctuoidea (42 407) \| \| \| \| |
|                          | \| \| Drepanoidea (672) \| \| \| \| \| \| Lasiocampoidea (1 952) \| \| \| \| \| \| Bombycoidea (4 723) \| \| \| \| \| \| Geometroidea (23 748) \| \| \| \| \| \| Noctuoidea (42 407) \| \| \| \| |
|                          | Drepanoidea (672) |
|                          | |
|                          | Lasiocampoidea (1 952) |
|                          | |
|                          | Bombycoidea (4 723) |
|                          | |
|                          | Geometroidea (23 748) |
|                          | |
|                          | Noctuoidea (42 407) |
|                          | |

|  | Drepanoidea (672)      |
|  |                        |
|  | Lasiocampoidea (1 952) |
|  |                        |
|  | Bombycoidea (4 723)    |
|  |                        |
|  | Geometroidea (23 748)  |
|  |                        |
|  | Noctuoidea (42 407)    |
|  |                        |

|                          | Whalleyanoidea (2) |
|                          | |
|                          | Thyridoidea (940) |
|                          | |
|                          | Hyblaeoidea (19) |
|                          | |
|                          | Calliduloidea (49) |
|                          | |
|                          | Papilionoidea (18 768) |
|                          | |
|                          | Pyraloidea (15 576) |
|                          | |
|                          | Mimallonoidea (194) |
|                          | |
| Macroheterocera (73 502) | \| \| Drepanoidea (672) \| \| \| \| \| \| Lasiocampoidea (1 952) \| \| \| \| \| \| Bombycoidea (4 723) \| \| \| \| \| \| Geometroidea (23 748) \| \| \| \| \| \| Noctuoidea (42 407) \| \| \| \| |
|                          | \| \| Drepanoidea (672) \| \| \| \| \| \| Lasiocampoidea (1 952) \| \| \| \| \| \| Bombycoidea (4 723) \| \| \| \| \| \| Geometroidea (23 748) \| \| \| \| \| \| Noctuoidea (42 407) \| \| \| \| |
|                          | Drepanoidea (672) |
|                          | |
|                          | Lasiocampoidea (1 952) |
|                          | |
|                          | Bombycoidea (4 723) |
|                          | |
|                          | Geometroidea (23 748) |
|                          | |
|                          | Noctuoidea (42 407) |
|                          | |

|  | Drepanoidea (672)      |
|  |                        |
|  | Lasiocampoidea (1 952) |
|  |                        |
|  | Bombycoidea (4 723)    |
|  |                        |
|  | Geometroidea (23 748)  |
|  |                        |
|  | Noctuoidea (42 407)    |
|  |                        |

|                          | Whalleyanoidea (2) |
|                          | |
|                          | Thyridoidea (940) |
|                          | |
|                          | Hyblaeoidea (19) |
|                          | |
|                          | Calliduloidea (49) |
|                          | |
|                          | Papilionoidea (18 768) |
|                          | |
|                          | Pyraloidea (15 576) |
|                          | |
|                          | Mimallonoidea (194) |
|                          | |
| Macroheterocera (73 502) | \| \| Drepanoidea (672) \| \| \| \| \| \| Lasiocampoidea (1 952) \| \| \| \| \| \| Bombycoidea (4 723) \| \| \| \| \| \| Geometroidea (23 748) \| \| \| \| \| \| Noctuoidea (42 407) \| \| \| \| |
|                          | \| \| Drepanoidea (672) \| \| \| \| \| \| Lasiocampoidea (1 952) \| \| \| \| \| \| Bombycoidea (4 723) \| \| \| \| \| \| Geometroidea (23 748) \| \| \| \| \| \| Noctuoidea (42 407) \| \| \| \| |
|                          | Drepanoidea (672) |
|                          | |
|                          | Lasiocampoidea (1 952) |
|                          | |
|                          | Bombycoidea (4 723) |
|                          | |
|                          | Geometroidea (23 748) |
|                          | |
|                          | Noctuoidea (42 407) |
|                          | |

|  | Drepanoidea (672)      |
|  |                        |
|  | Lasiocampoidea (1 952) |
|  |                        |
|  | Bombycoidea (4 723)    |
|  |                        |
|  | Geometroidea (23 748)  |
|  |                        |
|  | Noctuoidea (42 407)    |
|  |                        |

### Sinonimi
Non sono stati riportati sinonimi.

### Alcune specie

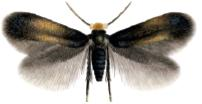
Stigmella pyri (Nepticuloidea, Nepticulidae)
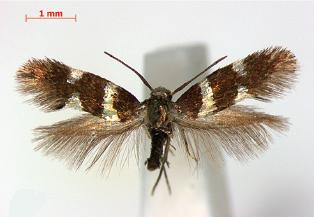
Antispila isabella (Adeloidea, Heliozelidae)
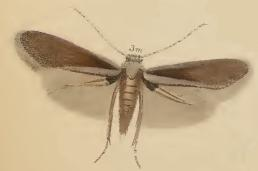
Emmetia angusticollella (Tischerioidea, Tischeriidae)
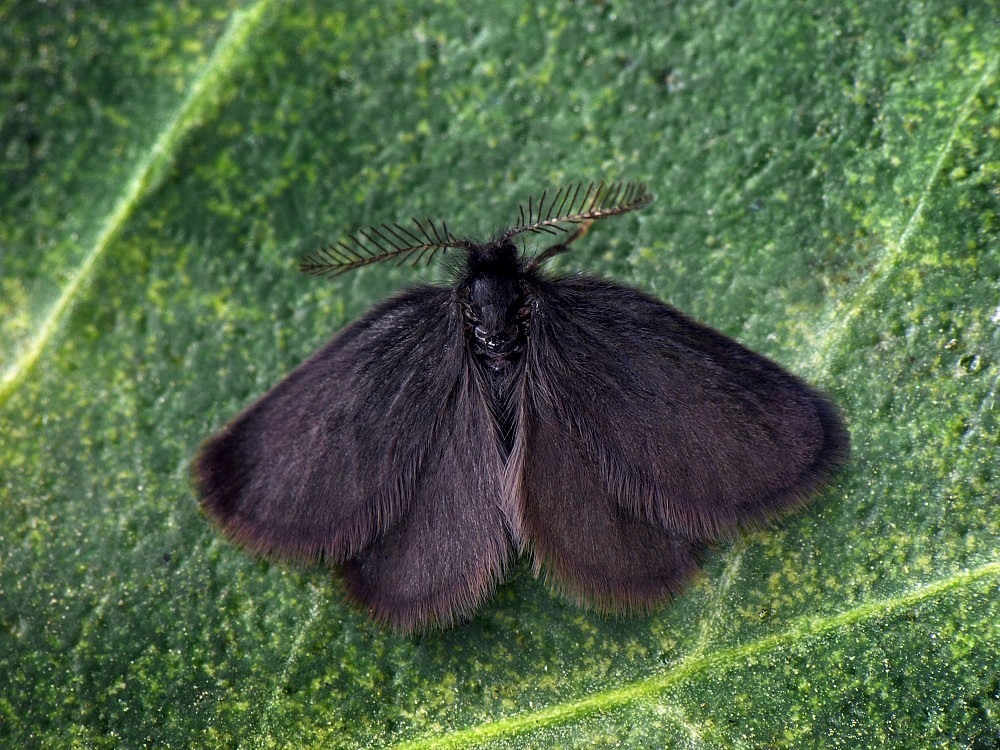
Epichnopterix plumella (Tineoidea, Psychidae)
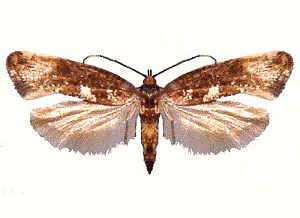
Acrolepiopsis assectella (Yponomeutoidea, Glyphipterigidae)
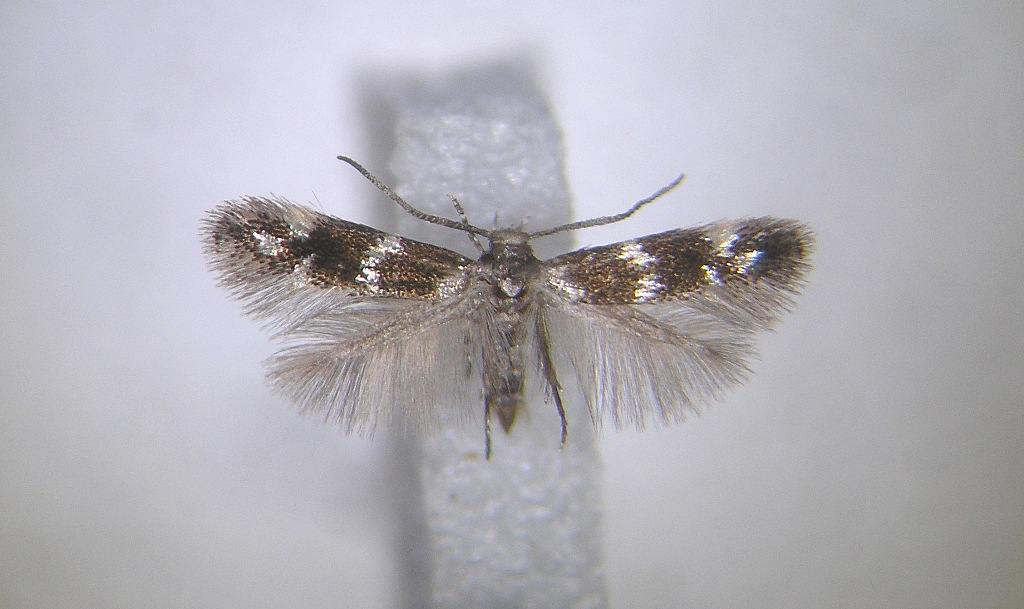
Elachista nobilella (Gelechioidea, Elachistidae)
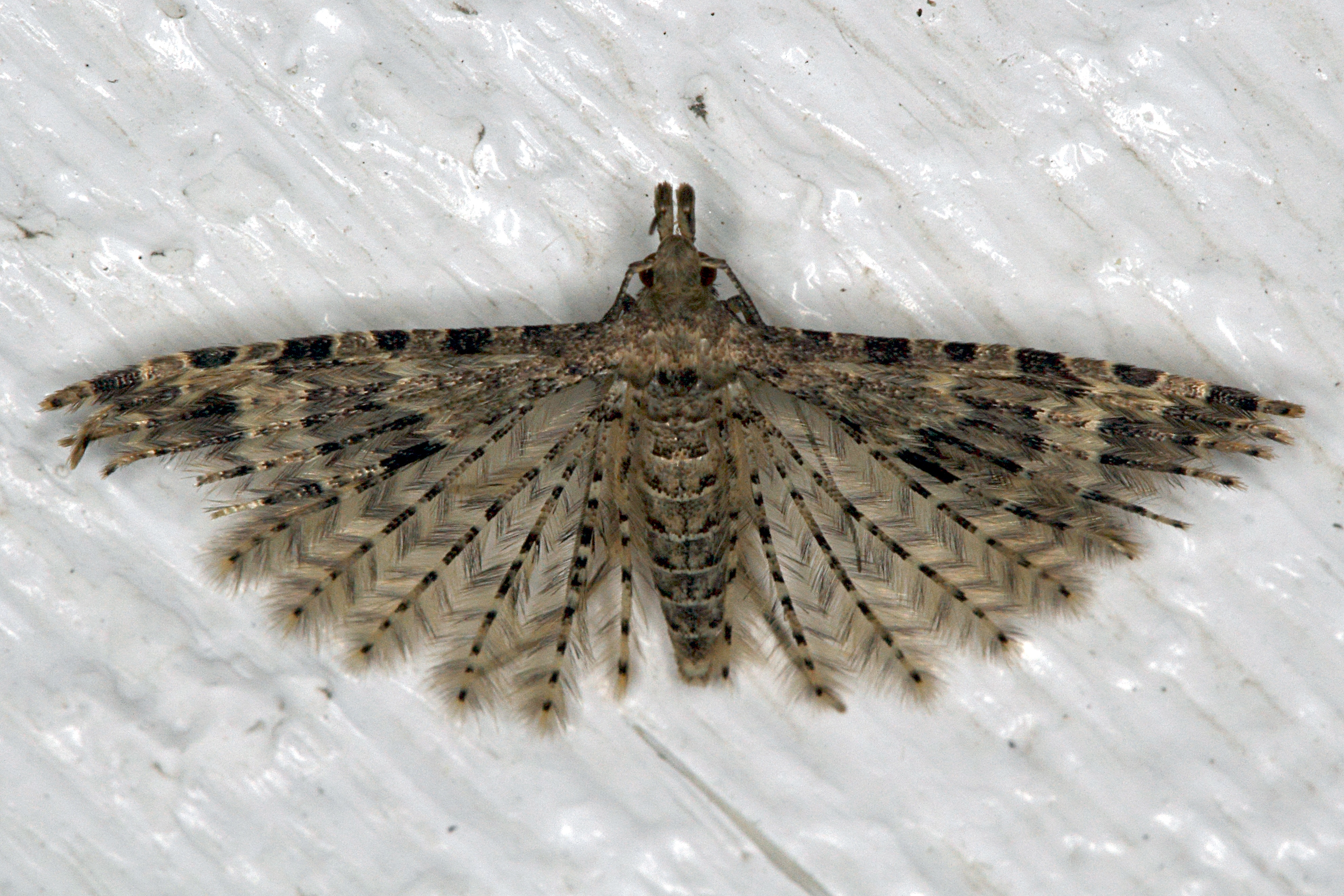
Alucita hexadactyla (Alucitoidea, Alucitidae)
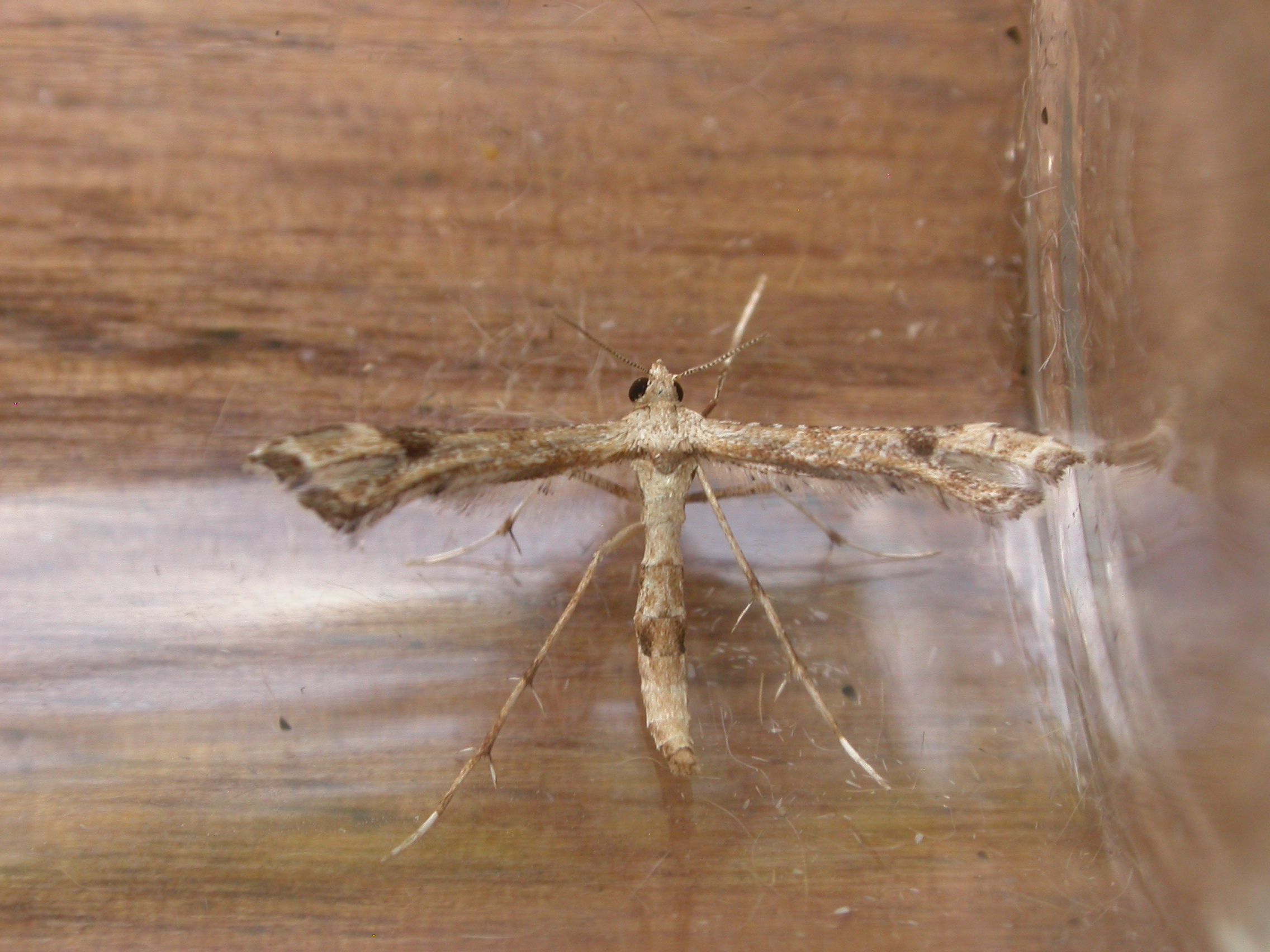
Lantanophaga pusillidactylus (Pterophoroidea, Pterophoridae)
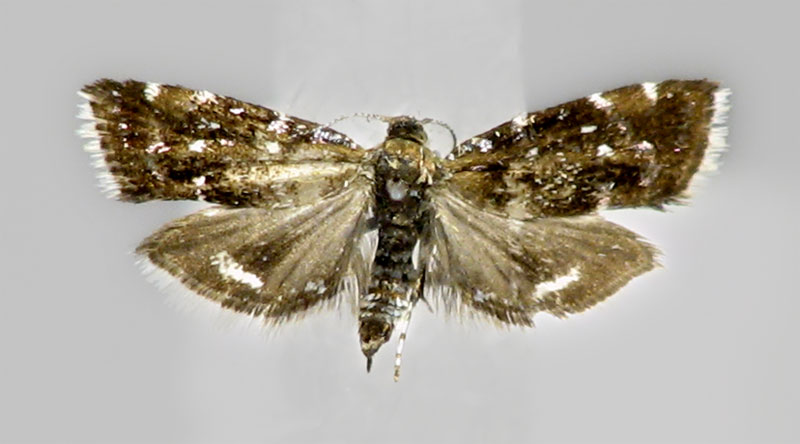
Prochoreutis myllerana (Choreutoidea, Choreutidae)
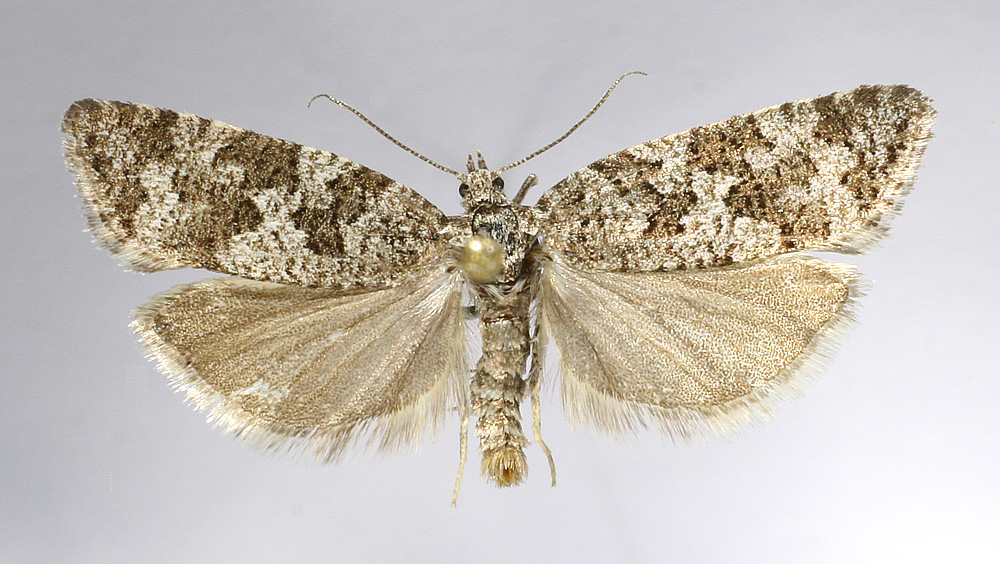
Cnephasia alticolana (Tortricoidea, Tortricidae)
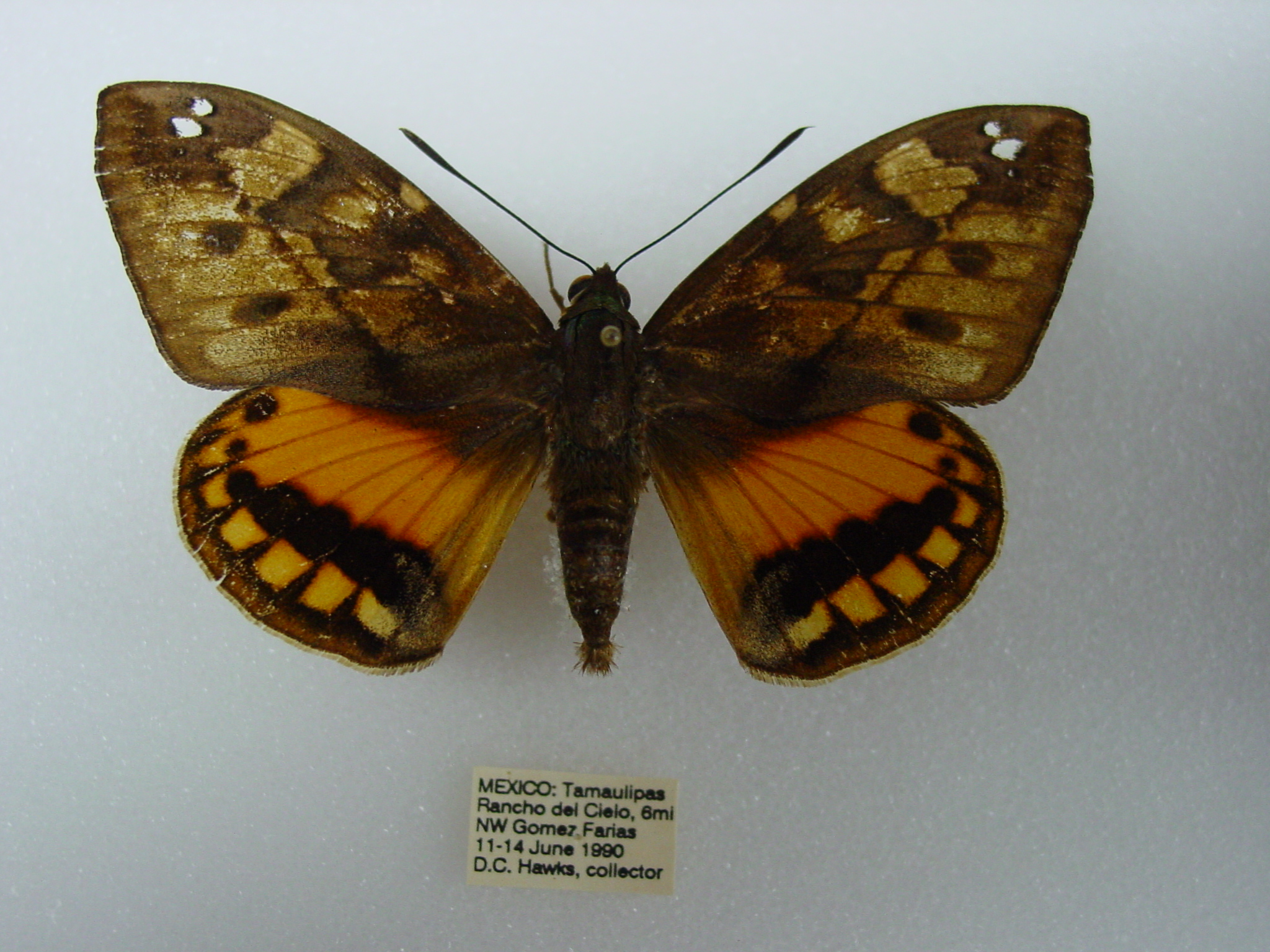
Athis inca (Cossoidea, Castniidae)
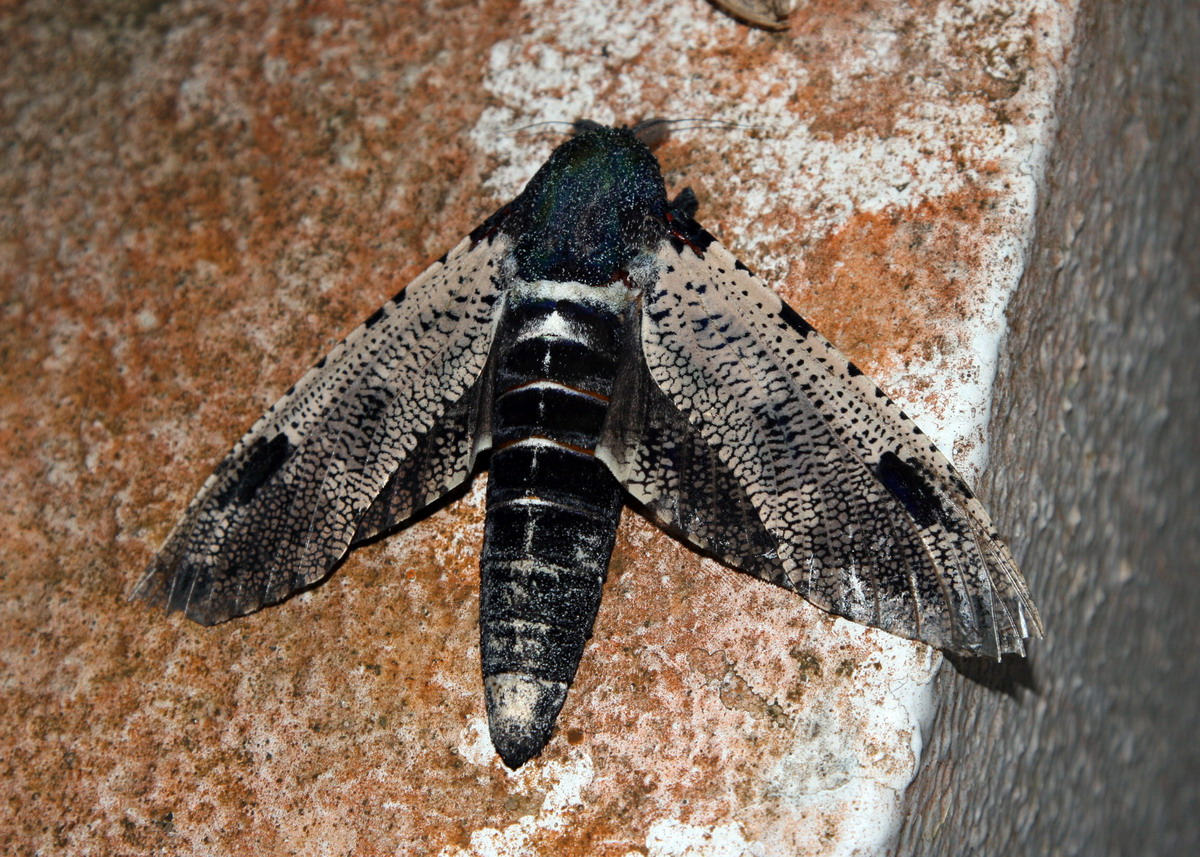
Xyleutes strix (Cossoidea, Cossidae)
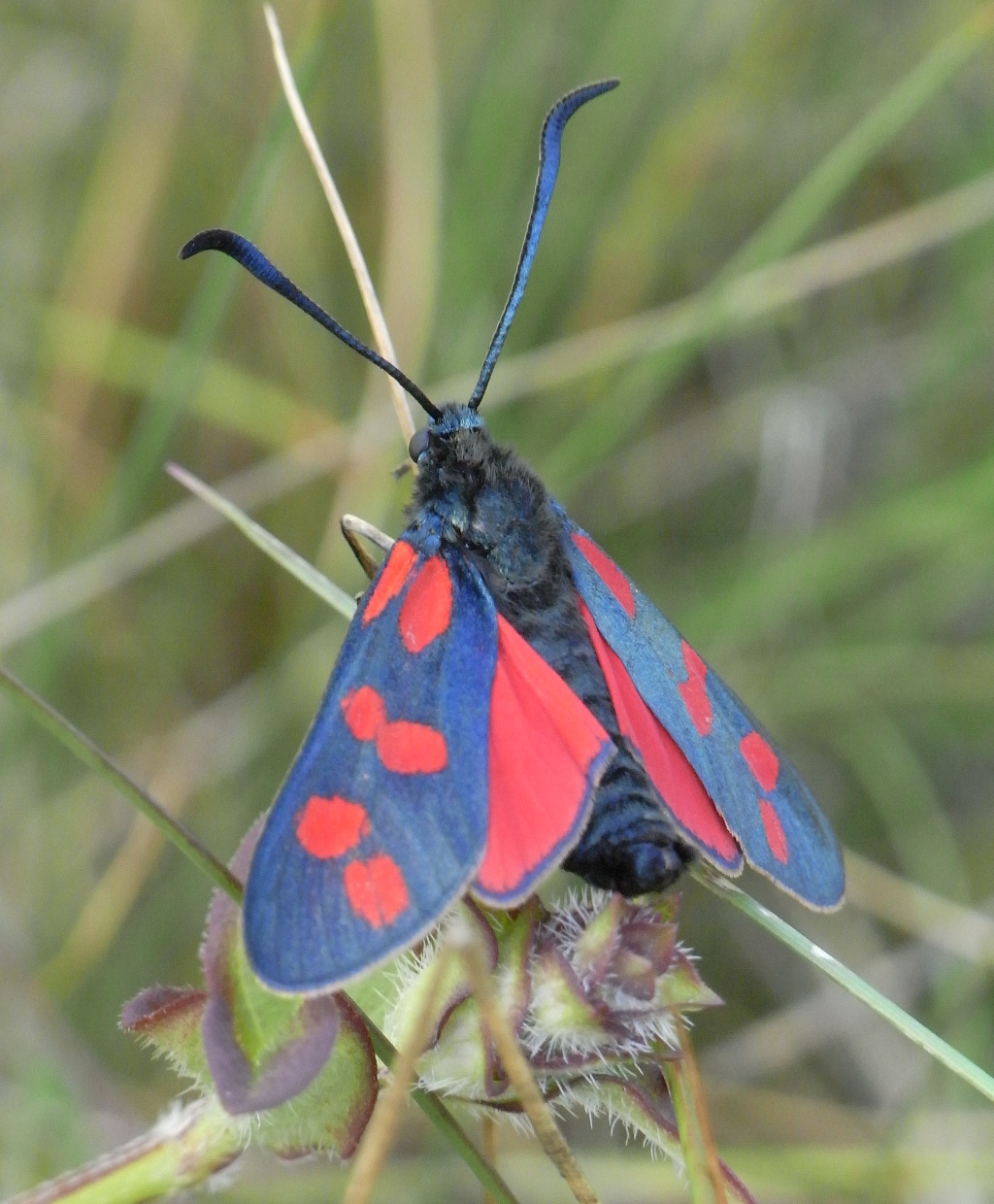
Zygaena filipendulae (Zygaenoidea, Zygaenidae)
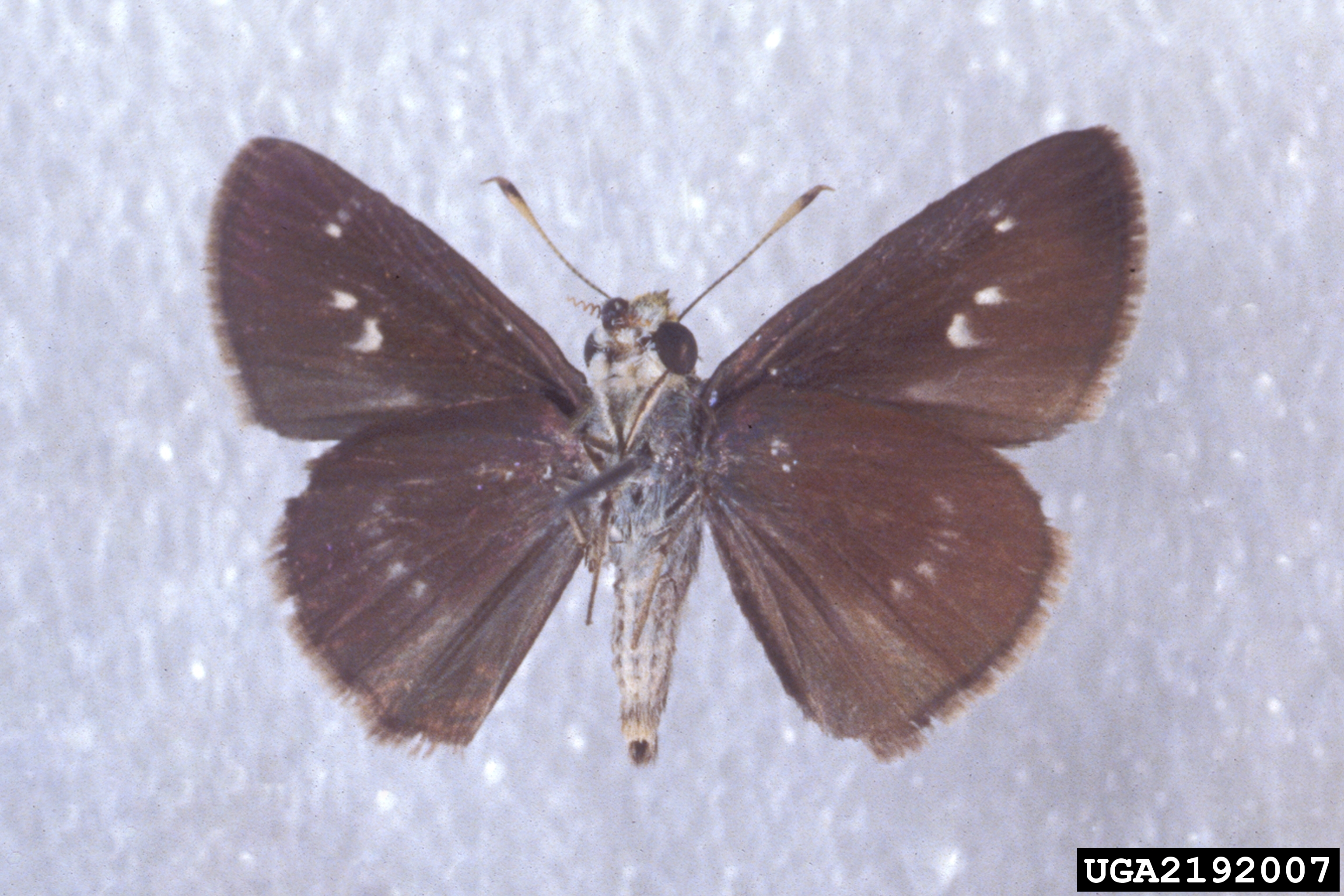
Euphyes vestris (Papilionoidea, Hesperiidae)
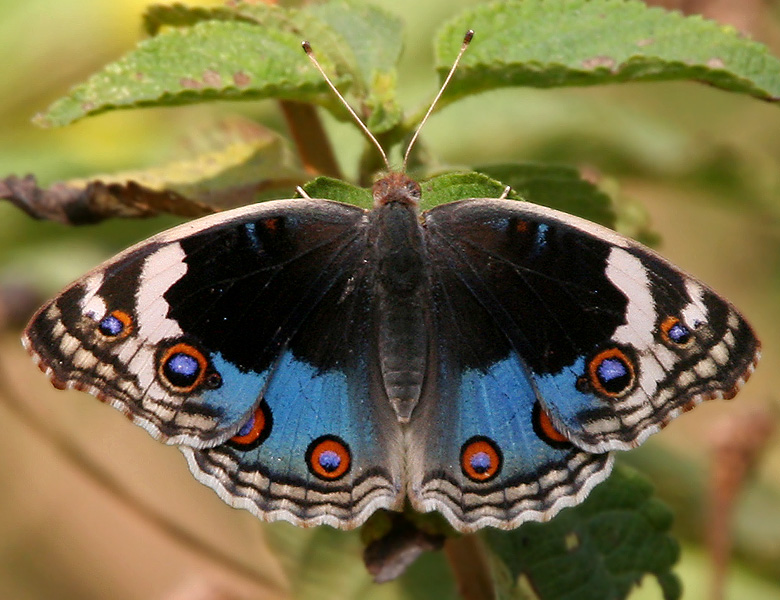
Junonia orithya (Papilionoidea, Nymphalidae)
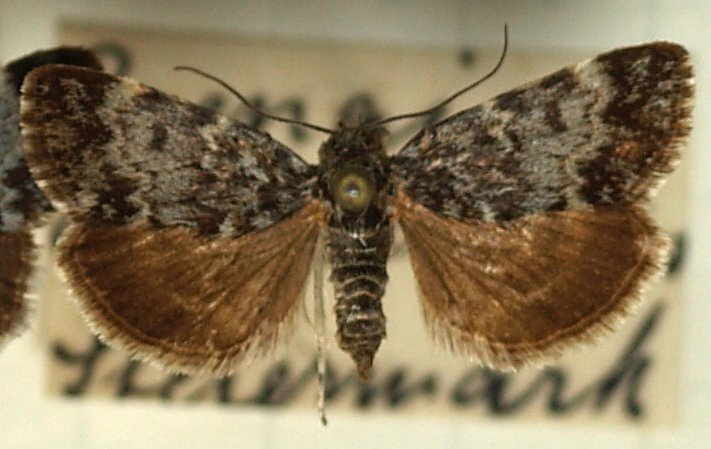
Orenaia alpestralis (Pyraloidea, Crambidae)
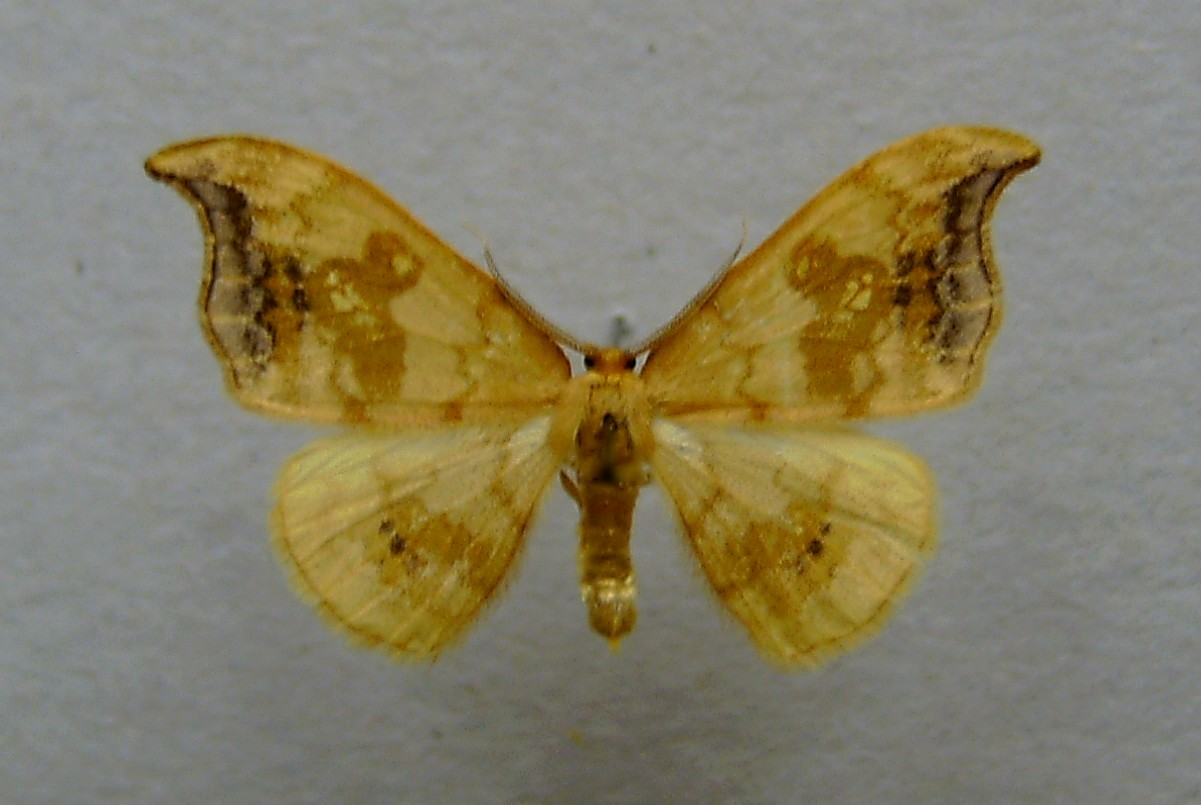
Sabra harpagula (Drepanoidea, Drepanidae)
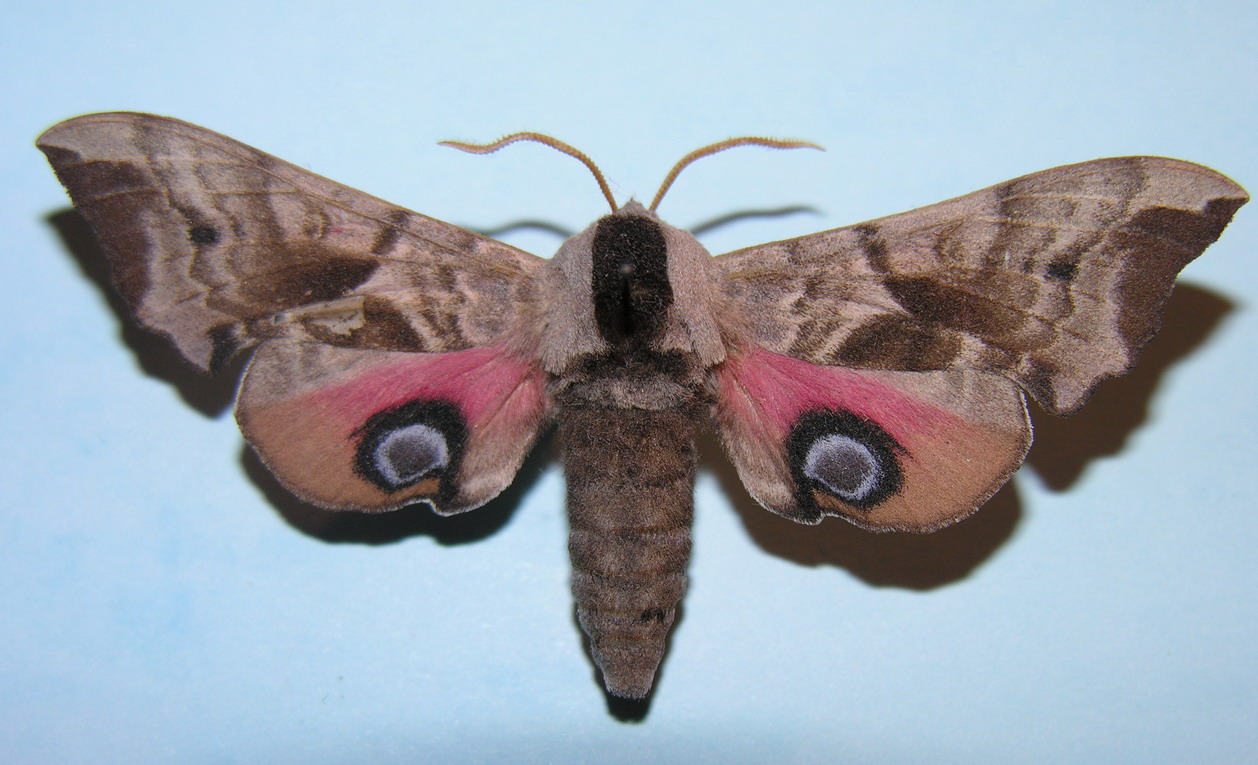
Smerinthus ocellatus (Bombycoidea, Sphingidae)
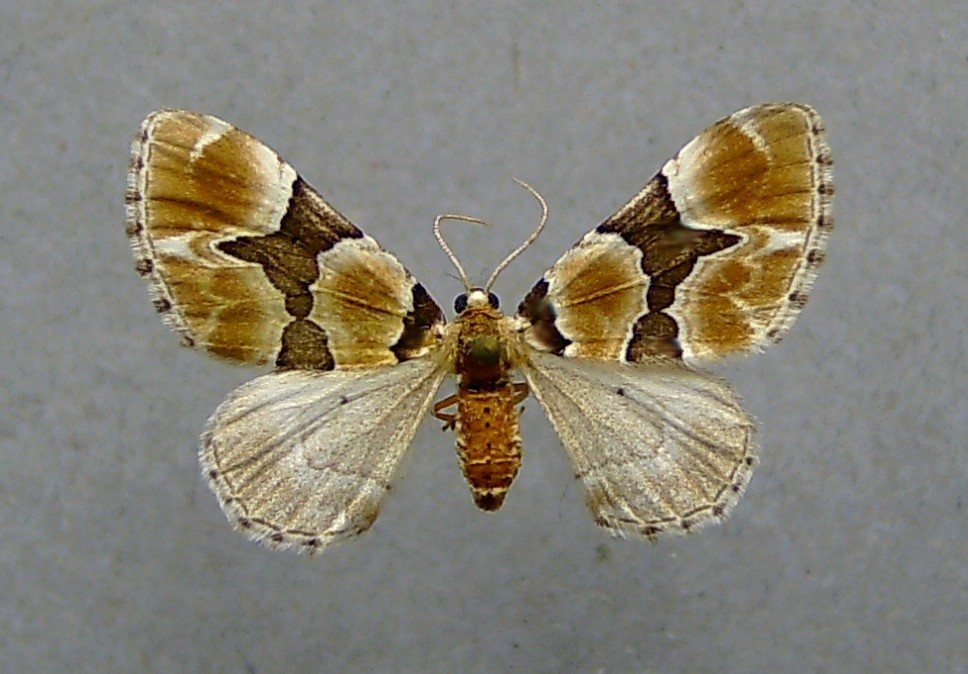
Gagitodes sagittata (Geometroidea, Geometridae)
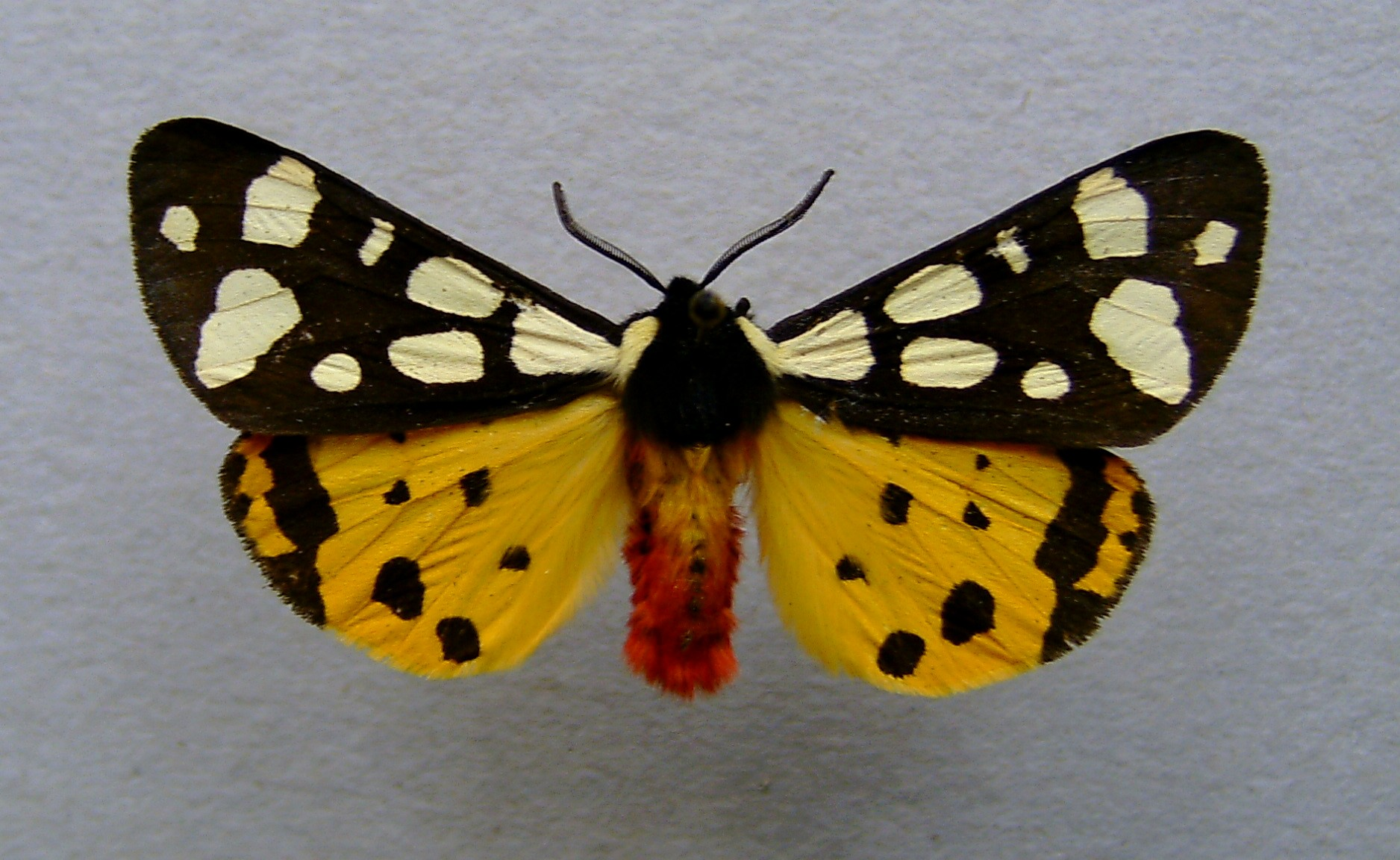
Arctia villica (Noctuoidea, Erebidae)